# VfL Neckargartach
Der VfL Neckargartach war ein Sportverein aus dem Heilbronner Stadtteil Neckargartach. Der Verein geht zurück auf den in den Jahren 1890/91 gegründeten Turnverein Neckargartach. Der Verein für Leibesübungen Neckargartach e. V. wurde nach Ende des Zweiten Weltkriegs am 23. Februar 1946 gegründet. 2014 fusionierte der Verein mit der SpVgg Frankenbach zum Sportverein Heilbronn am Leinbach 1891 e. V.

## Fußball
Die Fußballabteilung geht auf den 1933 gegründeten Fußballverein Neckargartach zurück, der 1939/40 Meister des Unterlandes wurde. Nach der Neugründung des VfL spielten die Fußballer von 1946 bis 1950 in der damals zweitklassigen Landesliga Württemberg.

## Handball
Die Handballabteilung wurde 1946 gegründet, aber nach internen Streitigkeiten 1953 vorübergehend wieder aufgelöst. Die 1970 gegründete Frauenmannschaft stieg 1987 in die 2. Bundesliga auf.

## Ringen
Die Abteilung Ringen des VfL geht auf den 1924 gegründeten Athletenverein Neckargartach zurück, der zunächst durch seine Gewichtheber bekannt war. Nach Vereinsneugründung nach dem Zweiten Weltkrieg brachte die Abteilung erfolgreiche Sportler hervor. In den 1950er Jahren wurde Werner Merz mehrmaliger württembergischer Meister. Heini Schmoll wurde 1958 deutscher Jugend-Vizemeister, Georg Odor wurde 1979 deutscher Jugendmeister und Jugendvizeweltmeister im Freistil, Dirk Petzold wurde 1983 Jugendvizemeister. 1985 stand mit Federgewichtler Jürgen Koch im Freistil als Dritter erstmals ein VfL-Ringer bei den deutschen Meisterschaften auf dem Treppchen. Ihm folgte Lars Petzold, der mehrere Jahre im Freistil zu den erfolgreichsten deutschen Schwergewichtlern gehörte. 1988 und 1990 belegte er bei den deutschen Meisterschaften den zweiten Platz, dritte Plätze folgten 1991 und 1994. In seine Fußstapfen trat Dirk Petzold mit dem dritten Platz 1996. Lars Petzold belegte zudem 1995 im griechisch-römischen Stil bei den deutschen Meisterschaften den zweiten Platz. 1999 folgte eine weitere Vizemeisterschaft, die Dirk Petzold nun in Superschwergewicht im Freistil gewann.
Die Mannschaft des VfL stieg 2002 in die 2. Bundesliga Süd auf. Nach einem hervorragenden zweiten Platz in der Saison 2003 erfolgte 2004 jedoch der Wiederabstieg.